# Nietzsche-Ausgabe
Unter Nietzsche-Ausgabe versteht man die Zusammenstellung von Schriften Friedrich Nietzsches in Form einer Werkausgabe oder Werkauswahl.

## Erste Pläne nach Nietzsches Zusammenbruch
Nietzsche war zum Jahreswechsel 1888/89 in geistige Umnachtung gefallen, ohne seine Werke in eine erkennbare kanonische Form gebracht zu haben. Ältere Werke lagen teilweise in verschiedenen Auflagen bei verschiedenen Verlagen vor, zwei Werke befanden sich – mit widersprüchlichen Anweisungen Nietzsches – in Druck, daneben lagen ungedruckte Materialien in verschiedenen Fertigungsstufen vor. Dieses ungedruckte Material wurde zunächst von Franz Overbeck in Absprache mit Heinrich Köselitz gesammelt, die wiederum mit Nietzsches letztem Verleger Constantin Georg Naumann über das weitere Vorgehen berieten. Auch Nietzsches Schwester Elisabeth Förster-Nietzsche, die Ende 1890 zum ersten Mal aus Paraguay heimgekehrt war, schaltete sich für die Familie in die Verhandlungen ein. Inzwischen war abzusehen, dass Nietzsches Schriften wachsenden Absatz fanden. Anfang 1892 kam es zu einer ersten Einigung über eine Gesamtausgabe. Diese erschien bei Naumann und wurde von Köselitz betreut.

## Die Ausgaben des Nietzsche-Archivs
Im September 1893 kehrte Elisabeth Förster endgültig nach Deutschland zurück. Sie ließ die Köselitzsche Ausgabe nach fünf erschienenen Bänden abbrechen, zurückrufen und einstampfen. Sie gründete in Naumburg (Saale) das später nach Weimar umgezogene Nietzsche-Archiv. Unter dessen Aufsicht wurden in den folgenden Jahren diverse Ausgaben publiziert, mit wechselnden Herausgebern und in schwankender, nach Meinung der heutigen Nietzscheforschung jedoch generell in unzureichender Qualität.
Zu nennen ist insbesondere die sogenannte Großoktavausgabe (heute übliche Sigle: GA), die von 1894 bis 1913 zunächst in Leipzig bei C.G. Naumann, später im Alfred Kröner Verlag erschien und 19 Bände umfasste; ein Registerband wurde 1926 hinzugefügt.
Dabei wurde auch diese Ausgabe 1897 (nach acht Werk- und vier Nachlassbänden) wegen Differenzen von Förster-Nietzsche mit dem Herausgeber Fritz Koegel abgebrochen (übliche Sigle der von Koegel edierten Bände: GAK). In einem neuen Druck ab 1899 wurden die Nachlassbände neu zusammengestellt und enthielten insbesondere (allerdings wiederum in verschiedenen Varianten) die wirkmächtige Kompilation Der Wille zur Macht.
Daneben wurden die Kleinoktavausgabe (1895–1904) und diverse Taschenausgaben herausgegeben, die sich alle mehr oder weniger an der Großoktavausgabe orientierten. Von 1920 bis 1929 erschien in München die 23-bändige Musarion-Ausgabe (MusA), die als monumentale Sammlerausgabe gedacht war. Inhaltlich ging sie allerdings nicht wesentlich über die Großoktavausgabe hinaus („Ihre Monumentalität steht im umgekehrten Verhältnis zu ihrer wissenschaftlichen Bedeutung“ – Mazzino Montinari).

### Kritik an den Ausgaben des Archivs
Sämtliche Ausgaben des Nietzsche-Archivs unterlagen im Grunde von Beginn an heftiger Kritik von literaturwissenschaftlicher Seite, teilweise sogar von früheren Mitarbeitern des Archivs. In Opposition zur Weimarer Deutung bildete sich die Basler Interpretation um Carl Albrecht Bernoulli, die sich in der Nachfolge Franz Overbecks sah. Die wichtigsten Kritiker waren Ernst und August Horneffer, Charles Andler, Josef Hofmiller und Erich F. Podach; freilich hatten schon der bereits genannte Fritz Koegel und Rudolf Steiner, ebenfalls kurzzeitig Mitarbeiter, die fragwürdigen Editionsmethoden des Archivs bekannt gemacht. Einer breiteren Öffentlichkeit war diese Kritik allerdings nicht bekannt oder gleichgültig, jedenfalls benutzte die übergroße Mehrheit der Forscher und erst recht des Publikums kritiklos die Weimarer Ausgaben.

## Ablauf der Schutzfrist 1930
1930 lief die Schutzfrist für Nietzsches Werke ab. Das Archiv hatte zuvor erfolglos versucht, die Schutzfrist auf 50 Jahre zu verlängern. Noch im selben Jahr brachte der Kröner Verlag drei unterschiedliche Ausgaben heraus, im folgenden Jahr auch der Reclam-Verlag. Eine Nachlassausgabe unter dem Titel Die Unschuld des Werdens, herausgegeben von Alfred Baeumler bei Kröner, folgte ebenfalls 1931. Keine dieser Ausgaben kam über die GA hinaus, einige waren im Vergleich dazu erheblich gekürzt, wissenschaftlich sind sie alle wertlos.
Das Nietzsche-Archiv plante unterdessen eine gänzlich neue, kritische Ausgabe, teilweise auch um der Kritik von außen und der eigenen Sorge vor unabhängigen Ausgaben Rechnung zu tragen. Diese Historisch-Kritische Gesamtausgabe (HKG, heute übliche Sigle: BAW), die ab 1933 vom Archiv (verantwortlich: Hans Joachim Mette und Karl Schlechta) im Verlag C. H. Beck herausgegeben wurde, wurde 1938 von der nationalsozialistischen Obrigkeit als „Verwissenschaftlichung“ kritisiert. Aufgrund dessen und des Zweiten Weltkrieges wurden keine weiteren Bände hergestellt. Erich Podach warf auch dieser Ausgabe bereits nach wenigen Bänden philologische Unzulänglichkeit und peinliche Fehler vor.

## Die Schlechta-Ausgabe und Kritik daran
Ab 1954 gab Karl Schlechta im Carl Hanser Verlag eine neue Ausgabe von Nietzsches Werken und einer Nachlassauswahl heraus. Diese sogenannte Schlechta-Ausgabe (SA) entfachte vor allem deswegen eine neue Debatte, weil Schlechta in seinem „philologischen Nachbericht“ (zuerst erschienen 1957) diverse Fälschungen von Elisabeth Förster-Nietzsche in Nietzsches Nachlass und Briefen nachwies sowie in seiner Nachlassausgabe die frühere Kompilation Der Wille zur Macht auflöste. Schlechta bestritt überhaupt den Nutzen des Nachlassmaterials, zumindest soweit es bis dahin bekannt war.
Erst mit dieser Ausgabe, der eine lebhafte Berichterstattung in der Presse folgt, wurde die verfälschende Tätigkeit des Nietzsche-Archivs einer breiteren Öffentlichkeit bekannt. Aber auch Kritik an der Ausgabe wurde von verschiedenen Seiten geübt.

### Kritik Löwiths, Baeumlers und anderer
Der Philosoph Karl Löwith verteidigte im Großen und Ganzen die frühere Kompilation Der Wille zur Macht. Er war der Auffassung, dass die Wiedergabe des Nachlasses nach chronologischer Ordnung den Blick auf Nietzsches Gedankenwerk verstelle und sich der Leser nun sachlich zusammengehörige Textstellen erst heraussuchen müsse. Seiner Auffassung nach war nämlich im Nachlass sehr wohl das Gerüst eines „Hauptwerks“ erkennbar. Eine Edition nach philologisch einwandfreien und exakten Maßstäben würde dagegen das Wesentliche von Nietzsches Denken verdecken. Ähnliche Kritik äußerte Alfred Baeumler, der zugleich die Kompilation Der Wille zur Macht sowie die von ihm selbst 1931 herausgegebene Nachlassauswahl Die Unschuld des Werdens verteidigte. Allerdings änderte Baeumler in Neuausgaben seiner Nachworte zu den genannten Werken – der Kröner-Verlag und andere gaben sie unbeeindruckt von der Debatte in neuen Auflagen heraus – einige Passagen, um zumindest völlig unhaltbare Behauptungen abzuschwächen. Auch Rudolf Pannwitz kritisierte Schlechtas Ausgabe mit ähnlichen Argumenten.

### Kritik Podachs
Gerade in die umgekehrte Richtung ging die Kritik, die Erich Podach erhob. Er warf dem ehemaligen Archivmitarbeiter Schlechta vor, eine neue Nietzsche-Legende in die Welt gesetzt zu haben: Es gäbe keine Alleinschuld der Schwester Nietzsches an den Verdrehungen und Fälschungen. Tatsächlich hätten sich daran viele Gelehrte, auch Schlechta selbst, beteiligt; und der Zeitgeist habe sich nur zu gern täuschen lassen. Des Weiteren sei auch Schlechtas neue Ausgabe wissenschaftlich unzureichend. So sei nicht einzusehen, warum Schlechta, wenn er die Legende eines „Hauptwerks“ Der Wille zur Macht zerstören wolle, ausgerechnet dieselbe Auswahl von Nachlassstellen bringe, nur in anderer Reihenfolge – zumal, wie Podach nachwies, immer noch nicht in korrekter chronologischer Ordnung. Sein Hauptvorwurf an Schlechta war schließlich, dass dieser nicht die in Weimar, also inzwischen in der DDR, lagernden Manuskripte benutzt hatte und sogar (in der ersten Auflage der SA) irreführende Angaben über deren Zugänglichkeit gemacht hatte. Podach selbst nutzte diese Manuskripte, um 1961 Nietzsches Werke des Zusammenbruchs (NWZ) und 1963 einen Blick in Notizbücher Nietzsches herauszugeben. Diese können als die ersten eigentlich wissenschaftlichen Ausgaben der Spätwerke Nietzsches und einer Nachlassauswahl gesehen werden. Kritik an dieser Ausgabe wiederum übte insbesondere der französische Nietzsche-Forscher Pierre Champromis, der einige Zuordnungen Podachs für falsch befand.

## Die Colli-Montinari-Ausgabe
Anfang der 1960er Jahre bereiteten Giorgio Colli und Mazzino Montinari eine italienische Ausgabe Nietzsches vor. Dazu brauchten sie allerdings eine verlässliche deutschsprachige Grundlage. Sowohl die alten Ausgaben des Archivs als auch die Schlechta-Ausgabe warfen dabei ungeklärte Fragen auf; insbesondere war für eine vollständige Ausgabe des Nachlasses offenbar keine der vorherigen Ausgaben geeignet. Montinari reiste 1961 nach Weimar, um sich einen Überblick über die vorliegenden Originalmanuskripte zu verschaffen, und kam in Beratungen mit Colli überein, dass sie eine völlig neue, kritische Gesamtausgabe herausgeben müssten. Der Verlag Einaudi, der die Übersetzung herausgeben sollte, lehnte dieses Projekt jedoch aus Bedenken finanzieller und ideologischer Art ab. Im Zuge dessen gründete der zuvor bei Einaudi angestellte Luciano Foà den neuen Verlag Adelphi Edizioni und sicherte durch einen Vertrag mit dem großen Pariser Verlag Gallimard das Erscheinen der neuen Ausgabe; die ersten italienischen Bände erschienen 1964. Erst danach zeigte der deutsche Verlag De Gruyter Interesse, und ab 1967 erschien die Kritische Gesamtausgabe (KGW) auch in deutscher Sprache. In den 1970ern löste sie, unterstützt durch die ebenfalls von Montinari mitbegründeten Nietzsche-Studien, die früheren Ausgaben als Standardausgabe ab. Bis heute sind ca. 40 Bände erschienen, insbesondere seit 2001 der Nachlass ab 1885 in differenzierter Transkription und mit beigelegten Faksimile-CD-ROMs. Im Wesentlichen fehlen noch einige Kommentarbände.
1980 erschien zum ersten Mal die Kritische Studienausgabe (KSA, zweite Auflage 1988), die Werke und philosophischen Nachlass ab 1869 sowie einen im Vergleich zur Gesamtausgabe gekürzten Apparat enthält. Die KSA ist wie folgt gegliedert:
- KSA 1: Die Geburt der Tragödie, Unzeitgemäße Betrachtungen I–IV, Nachgelassene Schriften 1870–1873
- KSA 2: Menschliches, Allzumenschliches I und II
- KSA 3: Morgenröte, Idyllen aus Messina, Die fröhliche Wissenschaft
- KSA 4: Also sprach Zarathustra
- KSA 5: Jenseits von Gut und Böse, Zur Genealogie der Moral
- KSA 6: Der Fall Wagner, Götzen-Dämmerung, Der Antichrist/Ecce homo, Dionysos-Dithyramben/Nietzsche contra Wagner
- KSA 7: Nachgelassene Fragmente 1869–1874
- KSA 8: Nachgelassene Fragmente 1875–1879
- KSA 9: Nachgelassene Fragmente 1880–1882
- KSA 10: Nachgelassene Fragmente 1882–1884
- KSA 11: Nachgelassene Fragmente 1884–1885
- KSA 12: Nachgelassene Fragmente 1885–1887
- KSA 13: Nachgelassene Fragmente 1887–1889
- KSA 14: Einführung in die KSA, Werk- und Siglenverzeichnis, Kommentar zu den Bänden 1–13
- KSA 15: Chronik zu Nietzsches Leben, Konkordanz, Verzeichnis sämtlicher Gedichte, Gesamtregister

Der seit 2012 im Verlag Walter de Gruyter erscheinende Nietzsche-Kommentar der Heidelberger Akademie der Wissenschaften (verfasst u. a. von Jochen Schmidt und Andreas Urs Sommer) folgt der KSA, berichtigt aber an einigen Stellen Druckfehler der KSA nach der Erstausgabe bzw. Nietzsches Druckmanuskripten. Bisher sind drei Bände erschienen; Ziel des Unternehmens ist es, sämtliche Werke Nietzsches historisch und kritisch zu kommentieren und damit in ihrem Kontext zu erschließen.

## Sonstige Ausgaben
Daneben erscheinen bei verschiedenen Verlagen Nietzsche-Ausgaben. Die bei Reclam erscheinenden Ausgaben richten sich nach der Colli-Montinari-Ausgabe und enthalten zusätzlich Nachworte bedeutender Nietzsche-Forscher (Günter Figal, Volker Gerhardt, Josef Simon). Eigene Ausgaben erscheinen unter anderem beim Insel- und beim Goldmann Verlag, letztere zusammengestellt von Peter Pütz. Beide sind aber der Colli-Montinari-Ausgabe insbesondere im Kommentar wissenschaftlich unterlegen, die Insel-Reihe bringt sogar teilweise unvollständige Texte nach alten Archiv-Ausgaben. Der Alfred Kröner Verlag hat noch eine Ausgabe im Angebot, die Der Wille zur Macht und Die Unschuld des Werdens enthält.
Unter dem Titel Nietzsches Nietzsche. Werke letzter Hand wurde von dem 2010 gegründeten Verlag Lagerfeld-Steidl-Druckerei (L.S.D.; Programmchef: Karl Lagerfeld) eine bibliophile 19-bändige Gesamtausgabe der Werke Nietzsches in den Fassungen „von letzter Hand“ angekündigt (Herausgeber: Rüdiger Schmidt-Grépály), die ab 2012 erscheinen sollte. Bisher sind in dieser Reihe zwei die Gesamtausgabe vorbereitende Bände erschienen, u. a. unter Mitwirkung von Renate Reschke, Peter Sloterdijk und Bazon Brock.
Der Felix Meiner Verlag brachte 2013 in der Reihe Philosophische Bibliothek eine von Claus-Artur Scheier herausgegebene 6-bändige Edition heraus, die „dem 1885 von Nietzsche selbst gefaßten und begründeten Konzept einer Neuen Ausgabe seiner im eigentlichen Sinne »philosophischen« Schriften“ folgt. 
Ebenfalls 2013 erschien im Verlag Stroemfeld mit einem Reprint von Also sprach Zarathustra (1885) der erste Band einer Edition der „Werke letzter Hand“, der sogenannten Basler Ausgabe, herausgegeben von Ludger Lütkehaus und David Marc Hoffmann.

## Digitale Ausgaben
- Friedrich Nietzsche: Werke. Herausgegeben von Karl Schlechta. Mit der Biographie von Curt Paul Janz. 2. Ausgabe Directmedia, Berlin 2004 (Digitale Bibliothek Band 31) (online bei Zeno.org)
- Digitale Faksimile Gesamtausgabe (DFGA) – Digitale Reproduktion des gesamten Nietzschenachlasses, hg. von P. [D’Iorio], Paris, Nietzsche Source, 2009– (in progress).
- Digitale Kritische Gesamtausgabe Werke und Briefwechsel (eKGWB) – sämtliche Werke gemäß der Kritischen Gesamtausgabe, hrsg. von Colli/Montinari, hg. von P. D’Iorio, Paris, Nietzsche Source, 2009–.
- Nietzsche Online. Berlin und Boston 2011ff. Digitale Ausgabe der Kritischen Gesamtausgabe Werk und Kritische Gesamtausgabe Briefe, von Sekundärliteratur und Nachschlagewerken.

## Sekundärliteratur
- Mette, Hans Joachim: Der handschriftliche Nachlass Friedrich Nietzsches. Sechste Jahresgabe der Gesellschaft der Freunde des Nietzsche-Archivs, 1932. Scan html – Mettes Katalogisierung des Nachlasses gilt bis heute. Zugleich Abriss der frühen Publikationsgeschichte mit leiser Kritik an der vorherigen Editionspraxis des Archivs.
- Schlechta, Karl: Der Fall Nietzsche. Carl Hanser Verlag, München 1958. – Schlechtas Verteidigung seiner Ausgabe
- Podach, Erich F.: Friedrich Nietzsches Werke des Zusammenbruchs. Wolfgang Rothe Verlag, Heidelberg 1961. – enthält ausführliche (teils polemische) Kritik an vorhergehenden Ausgaben
- Montinari, Mazzino: Die neue kritische Gesamtausgabe von Nietzsches Werken. in: Nietzsche lesen. de Gruyter, Berlin und New York 1982, ISBN 3-11-008667-0 – beschreibt Mängel älterer Ausgaben und die Entstehungsgeschichte der KGW; leicht geänderte Version dieses Texts auch als Vorwort in Band 14 (Kommentarband) der KSA
- Hoffmann, David Marc: Zur Geschichte des Nietzsche-Archivs. de Gruyter, Berlin und New York 1991. ISBN 3-11-013014-9 – beschreibt die Publikationsgeschichte des Nietzsche-Archivs und ihre Hintergründe